# Eutylenchus excretorius
Eutylenchus excretorius är en rundmaskart som beskrevs av Ebsary och Eveleigh 1981. Eutylenchus excretorius ingår i släktet Eutylenchus och familjen Tylenchidae. Inga underarter finns listade i Catalogue of Life.